# Галактус
Галактус (Galactus) е измислен герой, злодей на Марвел Комикс. Негови създатели са писателя Стан Лий и художника Джак Кърби. Първата му поява е в Fantastic Four #48 през март 1966 г., първият от лимитираната поредица от три броя.
В комиксите е представен като същество, което се храни с цели планети. Има група от вестители като най-известният от тях е Сребърния сърфист.